# De twaalf werken van Steven Sterk
De twaalf werken van Steven Sterk is het 3de stripalbum uit de reeks Steven Sterk. Tekenaar en scenarist Peyo werd voor de decors bijgestaan door François Walthéry en voor het scenario door Yvan Delporte. De decors werden getekend door Will. De titel van het verhaal verwijst naar de twaalf werken van Herakles.

## Verhaal
Steven Sterk en meneer Pijpers lopen een oude bekende van Pijpers tegen het lijf: Paardmans. Die heeft nieuws over een eigendomsakte waarvan Pijpers, Paardmans en nog 7 vrienden uit hun vroegere jazzband ooit een deel kregen. Het landgoed waarvan de negen mannen eigenaar zijn, blijkt nu vol olie te zitten. De negen worden dus schatrijk. Ze besluiten 's avonds opnieuw af te spreken. Intussen is er ingebroken in Pijpers' huis. Wat later krijgt Pijpers een telefoontje van de secretaresse van Paardmans. De afspraak met Paardmans gaat elders door. Steven vertrouwt het niet en volgt Pijpers. Zijn vermoeden blijkt juist: twee mannen proberen het stukje eigendomsakte van Pijpers te stelen. Steven kan ze tijdig tegenhouden. Paardmans lijkt achter de misdaad te zitten.

### Eerste werk
De volgende dag gaan meneer Pijpers en Steven een andere vriend van Pijpers, bankdirecteur Schillemans, bezoeken. Hij wordt weggeroepen en komt niet terug. Steven en Pijpers gaan hem zoeken. Uiteindelijk is het Steven die de man in een kluis terugvindt en hem kan bevrijden voor de kluis ontploft. Het is Stevens eerste werk, maar het papiertje is al gestolen.

### Tweede werk
Pijpers en Steven zoeken ook de andere vrienden op, maar ook bij de volgende komen ze te laat: dompteur Ivan is overvallen en om hem uit de weg te ruimen zijn alle wilde beesten van het circus waar hij werkt losgelaten. Stevens tweede werk is het vangen van alle dieren. Zo redt Steven een bewusteloze Ivan van een beer en een leeuw. Ook olifanten blijken geen partij voor het kleine ventje en hij tilt er een met 1 hand boven zijn hoofd en draagt hem naar de stal.

### Derde werk
De volgende op de lijst is meneer Peters, ingenieur van een mijn. Pijpers, Steven en Peters worden naar een verlaten schacht gelokt. Op het moment dat ze binnen zijn, ontploft de gang. Ze zitten vast, maar Steven graaft zich eruit. Door dit derde werk worden ook zijn vrienden geholpen. Het papiertje van Peters is echter gestolen terwijl ze opgesloten zaten.

### Vierde werk
Verlinden is de volgende vriend. Steven en Pijpers mogen Schillemans' privévliegtuig gebruiken om hem te bezoeken. Verlinden is acteur in Scandinavië en nodigt Steven en Pijpers uit om na de voorstelling te praten. Na die voorstelling wordt zijn papiertje gestolen en wordt het theater in vuur en vlam gezet. Verlinden blijft achter, maar Steven blaast het vuur uit en redt de man.

### Vijfde werk
Pijpers en Steven gaan hun oude vriend Janus bezoeken (zie De rode taxi's), want die heeft ook een deel van de akte. Tijdens het uiteenzetten van de plannen worden ze echter afgeluisterd. Pijpers en Steven kunnen het privévliegtuig weer gebruiken om Janus tegemoet te gaan, maar dat is intussen gesaboteerd en stort neer. Steven springt uit het vliegtuig en vangt het op.

### Zesde werk
Janus blijkt net per boot ontvoerd. Steven springt het water in en haalt de boot in. Ondanks 1100 PK blijkt de boot geen partij voor Steven die de boot naar de haven terugduwt. Hij doet dit per ongeluk met zoveel kracht dat de aanlegsteiger vernield wordt. De kidnappers hebben het briefje echter niet meer.

### Zevende werk
Vriend Frank De Wit zit in het Verre Oosten. Steven en Pijpers gaan erheen en nemen er een trein. Die wordt echter gekaapt. De kapers ontkoppelen de achterste wagons van de eerste, waar Steven en Pijpers in zitten. De machinisten en kapers springen van de trein en de trein slaat op hol. Steven springt van de trein af, loopt hem voorbij en gaat op het spoor staan waar de trein met volle snelheid op hem afkomt. Dankzij zijn enorme kracht kan Steven de trein tot stilstand brengen en een ramp voorkomen.

### Achtste werk
Het leger komt kijken naar het treinongeluk. Als Pijpers en Steven zeggen dat ze De Wit kennen, worden ze opgesloten. De Wit zelf zal worden gefusilleerd als het leger hem vindt, want hij wordt verdacht van spionage. Steven besluit De Wit zelf te zoeken en ontsnapt. Hij kan net vermijden dat De Wit wordt doodgeschoten door een enorme boom te ontwortelen en net voor De Wit te gooien als er geschoten wordt.

### Negende werk
Het leger wil Steven weer gevangennemen en hoewel hij maar een kleine jongen is, vallen alle soldaten hem aan met gebalde vuisten. Steven is niet onder de indruk en waarschuwt de soldaten dat hij heel erg sterk is. De soldaten luisteren echter niet en er ontstaat een gevecht. Het leger blijkt echter geen partij voor Steven en het knaapje verslaat ze makkelijk door ze allemaal bewusteloos te slaan. Een paar soldaten proberen te ontsnappen om een mitrailleur te halen uit een legervrachtwagen. Steven haalt ze echter in, tilt de vrachtwagen op, schudt ze er allemaal uit en vernietigt de mitrailleur. Dan komt een hoge piet van het leger verhinderen dat zijn - intussen uitgeschakelde - leger De Wit doodschiet. Een luitenant blijkt De Wit in een kwaad daglicht te hebben gesteld en De Wit is dus onschuldig. De luitenant is echter als eerste terug bij bewustzijn en ontsnapt stiekem met De Wits stukje papier.

### Tiende werk
De laatste vriend blijkt een arme graaf die in Parijs als landloper leeft te zijn. De bandieten stelen zijn papiertje en duwen hem van een hoog gebouw. Steven springt op hem af en redt hem. Stevens bezoekje aan de landlopers heeft hem echter opgezadeld met een verkoudheid. Hij is al zijn kracht kwijt.

### Elfde werk
De bandieten hebben alleen nog Pijpers' stukje akte niet. De vrienden, op de verdachte Paardmans na, besluiten Pijpers als lokaas te gebruiken. Hun plan wordt echter afgeluisterd. Nietsvermoedend gaat het plan door: Pijpers zal zich laten pakken in het park, waarvan ze denken dat het de ideale plaats voor een hinderlaag is. Paardmans komt op Pijpers afgestormd en de vrienden snellen Pijpers te hulp. Paardmans blijkt echter zelf als lokvogel te zijn gebruikt: de echte bandieten komen uit de bosjes tevoorschijn. Ze blijken van de Big Petrol Company te zijn, die de olie graag voor zichzelf zouden hebben. Steven ziet het hele gebeuren zelf vanuit een struik en gaat het bedrijf opzoeken. Zijn verkoudheid wordt plots beter en hij overmeestert de schurken. Als iedereen het gebouw heeft verlaten, schopt hij het volledige kantoorgebouw in puin.

### Twaalfde werk
Bang door die krachttoer laten de schurken de negen vrienden vrij. Het eigendom komt zo weer in hun bezit. De nieuwe miljardairs richten hun jazzbandje weer op. Steven brengt Pijpers' cornet, maar kan het niet laten er zelf even op te blazen. Stevens twaalfde krachttoer is een foutje: Stevens krachtige adem in het instrument veroorzaken een oorverdovend geluid waardoor al het glas in de buurt springt.

## Culturele verwijzing en invloed
- Tijdens de treinreis ontkoppelen bandieten de wagon waar Steven Sterk in zit van de overige wagons. Als Steven dit ontdekt merkt hij op: "Dat begint hier op De avonturen van Kuifje te lijken." Een verwijzing naar De zonnetempel, waarin een soortgelijke scène plaatsvindt.
- Paling en Ko-tekenaar Francisco Ibáñez heeft zich mogelijk laten inspireren voor het verhaal Het Document van Ali-Ben Doerak.